# Geschwindigkeitssättigung
Die Geschwindigkeitssättigung (englisch velocity saturation) bezeichnet einen der Kurzkanaleffekte bei Feldeffekttransistoren (FETs).
Bei hohen Drainspannungen oder kleiner Kanallänge ({\displaystyle L} < 0,25 µm) wird das longitudinale elektrische Feld {\displaystyle E} im Kanal sehr groß. Nach {\displaystyle v=\mu \cdot E} müsste die Driftgeschwindigkeit {\displaystyle v} der Ladungsträger stetig zunehmen. Die Ladungsträgerbeweglichkeit {\displaystyle \mu } nimmt jedoch bei hohen Geschwindigkeiten ab. Diese hot carrier induced mobility degradation beruht auf einer Streuung der Ladungsträger am Kristallgitter unter Erzeugung optischer Phononen. Schließlich nimmt die Geschwindigkeit mit der Feldstärke nicht mehr zu, sie sättigt.
Als Konsequenz steigt der Drainstrom im Transistor weniger stark an, als man erwarten würde, nämlich nur noch aufgrund zunehmender Ladungsträgerkonzentration. Dies äußert sich z. B. in der Transferkennlinie {\displaystyle I_{\mathrm {D} }(V_{\mathrm {GS} })} des Transistors, welcher statt eines quadratischen Verlaufs nur noch einen linearen Stromanstieg aufweist. Die Transkonduktanz {\displaystyle g_{\mathrm {m} }} wird damit unabhängig vom Strom, was meist sehr ungünstig ist.
Dieser Effekt ist vor allem bei DSM-Technologien (DSM,  engl.  deep submicron) aufgrund der sehr kurzen Transistoren relevant.